# Pine Harbor
Pine Harbor est une census-designated place située dans le comté de Marion, dans l’État du Texas, aux États-Unis. Sa population s’élevait à 810 habitants lors du recensement de 2010.